# 昌豨
昌 豨（しょう き、? - 206年）は、中国の後漢時代末期の武将。徐州東海郡の人。別名に「昌覇」もある。徐州東海郡の独立勢力指導者。

## 生涯
泰山方面で孫観・呉敦・尹礼らと共に、臧覇を首領として活動していた。臧覇らは当初呂布と敵対したが、後に同盟者となった。
建安3年（198年）12月、呂布が曹操に滅ぼされると、臧覇らと共にいったん曹操に降伏し、青州・徐州の一部を委ねられる厚遇を受けた。
時期は不明だが、東海の襄賁で炅母が反逆した時、昌豨に通じている。この反乱は呂虔に鎮圧された。
建安4年 (199年) 、劉備が下邳で曹操に叛いたとき、昌豨は東海郡において劉備に呼応した。
建安5年（200年）、劉備が曹操に敗北して袁紹の下へ逃れた後、これに続けて昌豨を撃破した。
官渡の戦いの後、昌豨は再び曹操に反逆し、張遼・夏侯淵は数か月に渡ってこれを攻撃したが撃破出来なかった。それでも張遼は巧みに昌豨を説得し、降伏させることに成功する。
建安11年（206年）、昌豨はまたしても曹操に反逆し、今度は于禁・臧覇の討伐を受ける。于禁は当初苦戦したが、夏侯淵の支援を受けて何とか昌豨を降伏させた。于禁は昌豨と旧友だったが、「法によれば、包囲されて後に降伏した者は赦されない」として、涙ながらに昌豨を処刑した。曹操はこれを聞いて、于禁をいっそう重んじた。于禁は後に樊城の戦いにて関羽に包囲され降伏する羽目に陥り、何の因果か晩節を汚す羽目になった。『三国志』注釈者の裴松之は、昌豨は囚人として曹操の下に護送されるべきだったとし、万一の大赦を期待すべきだったと于禁の行為を非難している。

## 逸話
諸葛亮の建興5年（226年）11月の上奏文によれば、曹操が5度攻撃して下すことが出来なかったとされる。
于禁とは友人同士であり処刑の際には自ら昌豨を引見して別れを告げ、涙を流しながら彼を斬った。
曹操はこれを聞いて「吾のもとに出頭せず于禁のところに行ったのは、運命だったのだろうか」と嘆息した。

## 物語中の昌豨
小説『三国志演義』では、昌豨は、孫観・呉敦・尹礼と共に泰山の山賊として登場する。呂布軍と結び、蕭関で曹操軍を迎え撃ったが、撃破される。呂布滅亡後、孫観らが曹操に降伏したにもかかわらず、昌豨は降伏せずに独立勢力となる。その後は『演義』から姿を消す。